# 童守宏
童守宏（1404年—？），浙江承宣布政使司台州府天台縣人，明朝官員，同進士出身。

## 生平
正統六年（1441年）童守宏中式辛酉科浙江鄉試第二十九名舉人，正統七年（1442年）聯捷進士，授行人司行人。童守宏才德兼備，勤於公事。景泰二年（1451年），與给事中乔毅一同奉命出使琉球，賜一品官服，冊封尚金福為國王。他持節南還，不辱君命。不久卒，由學士劉儼為其撰寫墓誌銘。

## 家族
曾祖父童德明。祖父童彥恭。父亲童之遜。